# Yeshe Lodoi Rinpoché
Yeshe Lodoi (ou Lodoy) Rinpoché (tibétain : ཡེ་ཤེས་བློ་གྲོས་རིན་པོ་ཆེ, Wylie : ye shes blo gros rin po che ; en russe : Еше Лодой Ринпоче) est un grand lama tibétain, né en 1943 à Litang au Tibet et mort le 7 février 2025 à Swayambhunath, un centre de temple bouddhiste à Katmandou, au Népal. 
Disciple spirituel d'un lama bouriate, il a émigré en Bouriatie en 1993 et a ensuite acquis la nationalité russe.

## Biographie

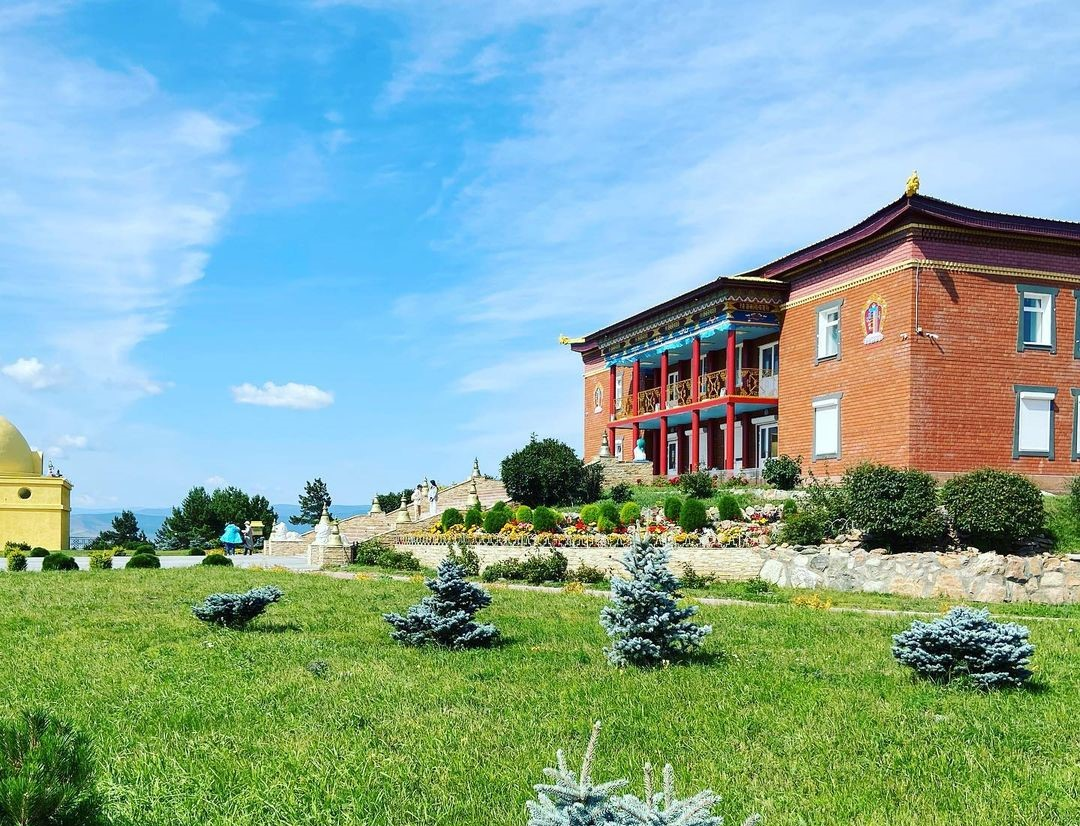
Le bâtiment principal du temple bouddhiste Rinpoché Bagsha, fondé par Yeshe Lodoi Rinpoché. Ville d'Oulan-Oudé, Bouriatie.

Yeshe Lodoi Rinpoché est né au Tibet en 1943. À l'âge de 3 ans, il est reconnu comme la 4e réincarnation de Yelo Tulku. Il rejoint à un jeune âge un monastère Gelugpa. À 13 ans, il est admis au Gomang Datsan du monastère de Drepung. En 1959, âgé de 16 ans, il doit s'exiler en Inde. De 1959 à 1969, il vit dans la colonie de Buxa Duar au Bengale-Occidental. En 1963, il est ordonné moine par le dalaï-lama. De 1969 à 1971, il vit à Dharamsala et travaille comme bibliothécaire en chef à la Bibliothèque des archives et des œuvres tibétaines.
En 1972, il rejoint l'université bouddhiste de Sarnath, où il obtint le diplôme d'Ācārya.
Il a eu pour lama racine Dulwa Khenpo Ngawang Thubten Choikyi Nyima, un lama bouriate. Ses maîtres spirituels principaux sont :
- le 14e dalaï-lama ;
- Ling Rinpoché ;
- Trijang Rinpoché[2].
- Khensur Ngawang Nyima Rinpoché (ru)

En 1979, il obtient le diplôme de guéshé Lharampa, le plus haut des universités bouddhistes tibétaines, au monastère de Drepung Goman en Inde.
En 1991, il est envoyé par le dalaï-lama en Mongolie où il enseigne à l'université bouddhiste du monastère de Gandantekchenling. 
Le 14e dalaï-lama se rend en Bouriatie en 1992.
En 1992, à la demande des Mongols bouddhistes, le 14e dalaï-lama envoie à nouveau Yeshe Lodoi Rinpoché en Mongolie où il enseigne durant une année.
En 1993, pour satisfaire la demande des moines bouddhistes bouriates, le dalaï-lama invite Yeshe Lodoi Rinpoché à se rendre en Bouriatie,.
Yeshe Lodoi Rinpoché devient l'un des premiers enseignants tibétains à venir en Bouriatie et à enseigner, ceci pendant l'une des périodes les plus difficiles de restauration du système éducatif monastique. 
En décembre 1994, Yeshe Lodoi Rinpoché consacre plusieurs monastères, le Datsan de Tamtchinsk (en) situé à Goussinooziorsk, puis celui d'Ivolguinsk, près d’Oulan-Oudé. 
En 1997, il obtient la nationalité russe et s'installe à Oulan-Oudé, la capitale de la Bouriatie. Il construit l'un des plus grands temples bouddhistes d'Oulan-Oudé, censé devenir un nouveau centre de diffusion du bouddhisme dans la région. 
Le film documentaire de 2002 d'Anya Bernstein, Join me in Shambhala, lui est consacré,.
Yeshe Lodoy Rinpoché a été l'enseignant résident de l'institut bouddhiste de Tashi Choikhorling au Datsan d'Ivolguinsk près d'Oulan-Oudé.
En 2018, à l'invitation de Telo Rinpoché, il se rend à Elista capitale de la république de Kalmoukie, en Russie.
Il est mort le 7 février 2025 à Swayambhunath, un centre de temple bouddhiste à Katmandou, au Népal, en méditation en état de thukdam,,.

## Discographie
En mai 2009, Yeshe Lodoi Rinpoché enregistre des chants tibétains avec le pianiste russe Anton Batagov.